# Pterospora petaloprocti
Pterospora petaloprocti is een soort in de taxonomische indeling van de Myzozoa, een stam van microscopische parasitaire dieren. Het organisme komt uit het geslacht Pterospora en behoort tot de familie Urosporidae. Pterospora petaloprocti werd in 1977 ontdekt door Ormieres.